# Callionymus delicatulus
Callionymus delicatulus är en fiskart som beskrevs av Smith, 1963. Callionymus delicatulus ingår i släktet Callionymus och familjen sjökocksfiskar. Inga underarter finns listade.